# Physostigma mesoponticum
Physostigma mesoponticum är en ärtväxtart som beskrevs av Paul Hermann Wilhelm Taubert. Physostigma mesoponticum ingår i släktet Physostigma och familjen ärtväxter. Inga underarter finns listade i Catalogue of Life.